# Федеріко Македа
Федеріко Македа (італ. Federico Macheda, нар. 22 серпня 1991, Рим) — італійський футболіст, нападник «Анкарагюджю», що на правах оренди виступає за «АПОЕЛ».

## Клубна кар'єра
Народився 22 серпня 1991 року в Римі. Вихованець юнацьких команд футбольних клубів «Лаціо» та «Манчестер Юнайтед».

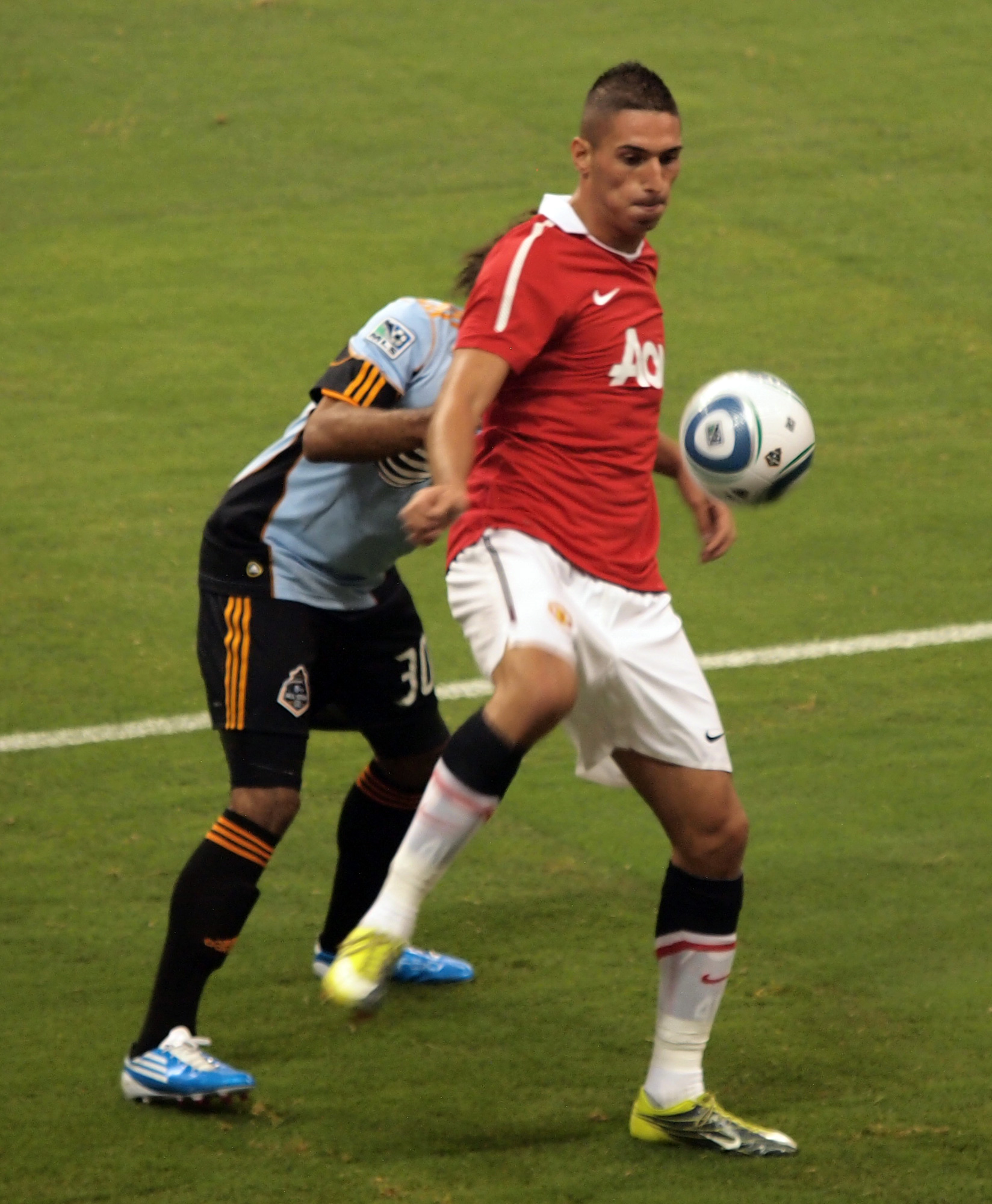
Федеріко Македа під час виступів за «Манчестер Юнайтед». 29 липня 2010 року.

У дорослому футболі дебютував 2008 року виступами за «Манчестер Юнайтед», в якому провів два з половиною сезони, взявши участь у 16 матчах чемпіонату. За цей час виборов титул чемпіона Англії, ставав володарем Кубка англійської ліги та володарем Суперкубка Англії.
З 3 січня 2011 року до кінця сезону на правах оренди захищав кольори клубу «Сампдорія». Після цього повернувся до «Манчестер Юнайтед», де провів ще півроку.
До складу клубу «Квінс Парк Рейнджерс» приєднався 2 січня 2012 року на правах оренди до кінця сезону, але вже 28 березня повернувся в Манчестер, так як зазнав травму, що не дозволила йому грати до кінця сезону. 
У другій половині 2012 року зіграв ще два матчі за МЮ в Лізі чемпіонів і один в кубку ліги, після чого з початку 2013 року знову пішов в оренду, спочатку в німецький «Штутгарт», після чого в англійські «Донкастер Роверз» та «Бірмінгем Сіті» з Чемпіоншіпу.
Після закінчення сезону 2013/14 покинув «Манчестер Юнайтед» і у статусі вільного агента перейшов в «Кардіфф Сіті», куди його запросив Уле Гуннар Сульшер, знайомий з італійцем по роботі в молодіжці манчестерського клубу. В першому сезоні Федеріко достатньо часто виходив на поле, проте в другому став залучатись набагато рідше, через що на початку 2016 року гравця було віддано в оренду до «Ноттінгем Форест», що також грав у Чемпіоншіпі. Відтоді встиг відіграти за команду з Ноттінгема 3 матчі в національному чемпіонаті.

## Виступи за збірні
2006 року дебютував у складі юнацької збірної Італії. Всього Македа взяв участь у 14 іграх на юнацькому рівні, відзначившись 2 забитими голами.
З 2009 року залучався до складу молодіжної збірної Італії. Всього на молодіжному рівні зіграв у 10 офіційних матчах, забив 4 голи.

## Статистика виступів

### Статистика клубних виступів
| Сезон                         | Команда                       | Чемпіонат                     | Чемпіонат | Чемпіонат | Національний кубок | Національний кубок | Національний кубок | Єврокубки | Єврокубки | Єврокубки | Інші змагання | Інші змагання | Інші змагання | Усього | Усього |
| Сезон                         | Команда                       | Ліга                          | Ігор      | Голів     | Ліга               | Ігор               | Голів              | Ліга      | Ігор      | Голів     | Ліга          | Ігор          | Голів         | Ігор   | Голів  |
| ----------------------------- | ----------------------------- | ----------------------------- | --------- | --------- | ------------------ | ------------------ | ------------------ | --------- | --------- | --------- | ------------- | ------------- | ------------- | ------ | ------ |
| 2008-09                       | «Манчестер Юнайтед»           | ПЛ                            | 4         | 2         | КА+КЛ              | 1+0                | 0                  | ЛЧ        | 0         | 0         | СА+СУ+КЧС     | 0             | 0             | 5      | 2      |
| 2009-10                       | «Манчестер Юнайтед»           | ПЛ                            | 5         | 1         | КА+КЛ              | 0+3                | 0                  | ЛЧ        | 2         | 0         | СА            | 0             | 0             | 10     | 1      |
| 2010-11                       | «Манчестер Юнайтед»           | ПЛ                            | 7         | 1         | КА+КЛ              | 0+3                | 0                  | ЛЧ        | 2         | 0         | СА            | 0             | 0             | 12     | 1      |
| 2010-11                       | «Сампдорія»                   | A                             | 14        | 0         | КІ                 | 2                  | 1                  |           |           |           |               |               |               | 16     | 1      |
| 2011-12                       | «Манчестер Юнайтед»           | ПЛ                            | 3         | 0         | КА+КЛ              | 0+2                | 0+1                | ЛЧ        | 1         | 0         | СА            | 0             | 0             | 6      | 1      |
| 2011-12                       | «Квінз Парк Рейнджерс»        | ПЛ                            | 3         | 0         | КА+КЛ              | 3+0                | 0                  |           |           |           |               |               |               | 6      | 0      |
| 2012–13                       | «Манчестер Юнайтед»           | ПЛ                            | 0         | 0         | КА+КЛ              | 0+1                | 0                  | ЛЧ        | 2         | 0         | -             | -             | -             | 3      | 0      |
| Усього за «Манчестер Юнайтед» | Усього за «Манчестер Юнайтед» | Усього за «Манчестер Юнайтед» | 19        | 4         |                    | 10                 | 1                  |           | 7         | 0         |               | 0             | 0             | 36     | 5      |
| 2012–13                       | «Штутгарт»                    | БЛ                            | 14        | 0         | КН                 | 1                  | 0                  | ЛЄ        | 3         | 0         | -             | -             | -             | 18     | 0      |
| 2013–14                       | «Донкастер Роверз»            | Ч (ІІ)                        | 15        | 3         | КА+КЛ              | 0                  | 0                  | -         | -         | -         | -             | -             | -             | 15     | 3      |
| 2013–14                       | «Бірмінгем Сіті»              | Ч (ІІ)                        | 18        | 10        | КА+КЛ              | 0                  | 0                  | -         | -         | -         | -             | -             | -             | 18     | 10     |
| 2014–15                       | «Кардіфф Сіті»                | Ч (ІІ)                        | 21        | 6         | КА+КЛ              | 2+2                | 0+2                | -         | -         | -         | -             | -             | -             | 25     | 8      |
| 2015–16                       | «Кардіфф Сіті»                | Ч (ІІ)                        | 6         | 0         | КА+КЛ              | 1+1                | 0                  | -         | -         | -         | -             | -             | -             | 8      | 0      |
| Усього за «Кардіфф Сіті»      | Усього за «Кардіфф Сіті»      | Усього за «Кардіфф Сіті»      | 27        | 6         |                    | 6                  | 2                  |           | -         | -         |               | -             | -             | 33     | 8      |
| 2015–16                       | «Ноттінгем Форест»            | Ч (ІІ)                        | 3         | 0         | КА+КЛ              | -                  | -                  | -         | -         | -         | -             | -             | -             | 3      | 0      |
| Усього за кар'єру             | Усього за кар'єру             | Усього за кар'єру             | 111       | 23        |                    | 22                 | 4                  |           | 10        | 0         |               | 0             | 0             | 143    | 27     |

## Титули і досягнення
- Чемпіон Англії (1):

«Манчестер Юнайтед»: 2008-09
- Володар Кубка англійської ліги (1):

«Манчестер Юнайтед»: 2009-10
- Володар Суперкубка Англії з футболу (3):

«Манчестер Юнайтед»: 2008, 2010, 2011
- Володар Кубка Греції (1):

«Панатінаїкос»: 2021-22